# Хеденмо, Анна
Анна Биргитта Хеденмо (швед. Anna Birgitta Hedenmo; в девичестве швед. Anna Birgitta Olsson; род. 21 марта 1961, Хессельбю) — шведская журналистка и телеведущая, на телевидении с 1993 года.

## Биография
Родилась 21 марта 1961 года в Стокгольме. До телевидения Хеденмо работала на радио P4 Värmland, Radio Stockholm и Ekoredaktionen. В 2008–2010  и 2010–2011 годах ведущая телепрограммы Agenda и постоянная ведущая ещё двух телепрограмм Rapport и Aktuellt. На всеобщих выборах 2010 и 2014 годах вместе с Матсом Кнутсоном провели опрос различных партийных лидеров, и дебаты со всеми присутствовавшими партийными лидерами. Ведущая рубрики «знания» на шоу «Vi i femman», в 2003 году была ведущей на Euro-vote, Bumerang, Debatt, Millenniet jorden runt, шоу освещающее новое тысячелетие и как каждая страна отметила его в Канун Нового года.
В 2018 году издательство Brombergs bokförlag опубликовала книгу Анны Хеденмо Uppdrag sanning: möten och tankar.
В 2017—2019 гг. была председателем ассоциации Клуба публицистов.
Замужем имеет двоих детей.